# Knin
Knin este un oraș în cantonul Šibenik-Knin, Croația, având o populație de 15.407 locuitori (2011).

## Demografie
Componența etnică a orașului Knin
     Croați (75,37%)
     Sârbi (23,05%)
     Necunoscut (0,49%)
     Neclasificat (0,86%)
Componența confesională a orașului Knin
     Catolici (74,25%)
     Ortodocși (22,57%)
     Fără religie și atei (1,25%)
     Necunoscută (1,16%)
     Alte religii (0,77%)
Conform recensământului din 2011, orașul Knin avea 15.407 locuitori. Din punct de vedere etnic, majoritatea locuitorilor (75,37%) erau croați, cu o minoritate de sârbi (23,05%). Apartenența etnică nu este cunoscută în cazul a 0,49% din locuitori. Din punct de vedere confesional, majoritatea locuitorilor (74,25%) erau catolici, existând și minorități de ortodocși (22,57%) și persoane fără religie și atei (1,25%). Pentru 1,16% din locuitori nu este cunoscută apartenența confesională.

## Istorie
Înainte de Războaiele Iugoslave orașul Knin avea o populație majoritară de sârbi, locuind în respectiva zonă timp de secole. Mănăstirea Krupa, fondată în secolul al XIV-lea, este un centru al creștinismului ortodox din Dalmația.
În 1991 Knin a devenit capitala nerecunoscutei Republici Sârbe Krajina din Croația, care a dispărut în 1995, în acel an majoritatea populației fugind spre Serbia. De atunci, populația majoritară este formată din croați, aduși după 1995. Sârbii din Croația încă mai formează o parte din populație, dar sunt expuși la discriminare, inclusiv de către autoritățile croate.

## Personalități născute aici
- Ratko Adamović (n. 1942), scriitor sârb.